# George Elbridge Whiting
George Elbridge Whiting (Holliston, Massachusetts, 14 de setembre de 1842 - 14 d'octubre de 1923) fou un organista i compositor estatunidenc.
Fill d'un músic, estudià el piano des dels cinc anys i després lorgue, i als tretze anys es presentà en públic com a concertista, i després d'haver sigut tres anys organista a Albany i sis a Boston, es traslladà a Berlín, on estudià harmonia i instrumentació. El 1876 fou nomenat organista de l'església de la Concepció de Boston, havent sigut, a més, molt de temps professor d'orgue i de composició del Conservatori de Cincinnati i organista de la Catedral de Boston.
Va compondre: 
- Misses,
- un Te Deum,
- una sonata,
- diverses Cantates,
- Preludis per a orgue,
- una Simfonia,
- Henry of Navarre, per a cor i orquestra,
- diverses Suites,
- Leonora, (òpera) (1893).